# Śródmieście (Władysławowo)
Śródmieście – dzielnica miasta Władysławowo, stanowiąca centralną część, w dużej mierze tożsamą z obszarem dawnej wsi Wielka Wieś, która w 1952 roku, po połączeniu z m.in. Cetniewem i Chałupami, utworzyła zalążek Władysławowa.
Miasto Władysławowo utworzyło jednostkę pomocniczą Śródmieście. Organem uchwałodawczym dzielnicy jest zebranie mieszkańców. Organem wykonawczym jest przewodniczący zarządu dzielnicy. Dodatkowo organem pomocniczym dla przewodniczącego jest zarząd dzielnicy, który łącznie z nim liczy od 4 do 7 członków. Przewodniczący i jego zarząd są wybierani przez wyborcze zebranie mieszkańców.

## Historia
Kolej dotarła do Władysławowa w 1922 roku w ramach budowy linii do Helu (wcześniej linia ta docierała tylko do Swarzewa, gdzie biegła dalej do Krokowej). 16 września 1922 roku otwarto stację Wielka Wieś (dzisiejsze Władysławowo).